# Circumscripció proporcional de Hokkaidō
El Bloc de representació proporcional de Hokkaidō (japonès: 比例[代表]北海道ブロック, Hirei [daihyō] Hokkaidō burokku) o oficialment, la circumscripció proporcional de Hokkaidō (北海道選挙区, Hokkaidō senkyo-ku) és un de les onze circumscripcions electorals de representació proporcional de la Cambra de Representants del Japó, a la Dieta Nacional del Japó. El seu àmbit és la prefectura de Hokkaidō. És, juntament amb Tòquio, una de les úniques dues circumscripcions proporcionals que ocupen només una prefectura. A partir de l'introducció del vot proporcional, el districte va elegir nou diputats en les eleccions de 1996. Des de les eleccions del 2000, Hokkaidō està representat en aquest districte per vuit diputats.

## Representants
| Candidatura          | Candidatura                      | Candidatura | 1996 | 2000 | 2003 | 2005 | 2009 | 2012 | 2014 | 2017 | 2021 | 2024 |
| -------------------- | -------------------------------- | ----------- | ---- | ---- | ---- | ---- | ---- | ---- | ---- | ---- | ---- | ---- |
|                      | Partit Liberal Democràtic        | PLD         | 3    | 2    | 3    | 3    | 2    | 3    | 3    | 3    | 4    | 3    |
|                      | Partit Democràtic Constitucional | PDC         | -    | -    | -    | -    | -    | -    | -    | 3    | 3    | 3    |
|                      | Partit Democràtic Popular        | PDP         | -    | -    | -    | -    | -    | -    | -    | -    | -    | 1    |
|                      | Kōmeitō                          | KMT         | -    | 1    | 1    | 1    | 1    | 1    | 1    | 1    | 1    | 1    |
|                      | Partit Comunista del Japó        | PCJ         | 1    | 1    | 0    | 0    | 0    | 0    | 1    | 0    | 0    | 0    |
|                      | Nippon Ishin no Kai              | Ishin       | -    | -    | -    | -    | -    | 1    | 1    | 0    | 0    | 0    |
|                      | Partit Socialdemòcrata           | PSD         | -    | 1    | 0    | 0    | 0    | 0    | 0    | 0    | 0    | 0    |
| Partits desapareguts |                                  |             |      |      |      |      |      |      |      |      |      |      |
|                      | Partit Democràtic                | PD          | 3    | 3    | 4    | 3    | 4    | 2    | 2    | -    | -    | -    |
|                      | Nou Partit Daichi                | NPD         | -    | -    | -    | 1    | 1    | 1    | -    | 0    | -    | -    |
|                      | Partit de la Nova Frontera       | PNF         | 2    | -    | -    | -    | -    | -    | -    | -    | -    | -    |
|                      | Partit de l'Esperança            | PE          | -    | -    | -    | -    | -    | -    | -    | 1    | -    | -    |
| Total                | Total                            | Total       | 9    | 8    | 8    | 8    | 8    | 8    | 8    | 8    | 8    | 8    |